# Oberbüren
Oberbüren je obec na východě Švýcarska v kantonu St. Gallen. Žije zde přibližně 4 400 obyvatel.

## Geografie

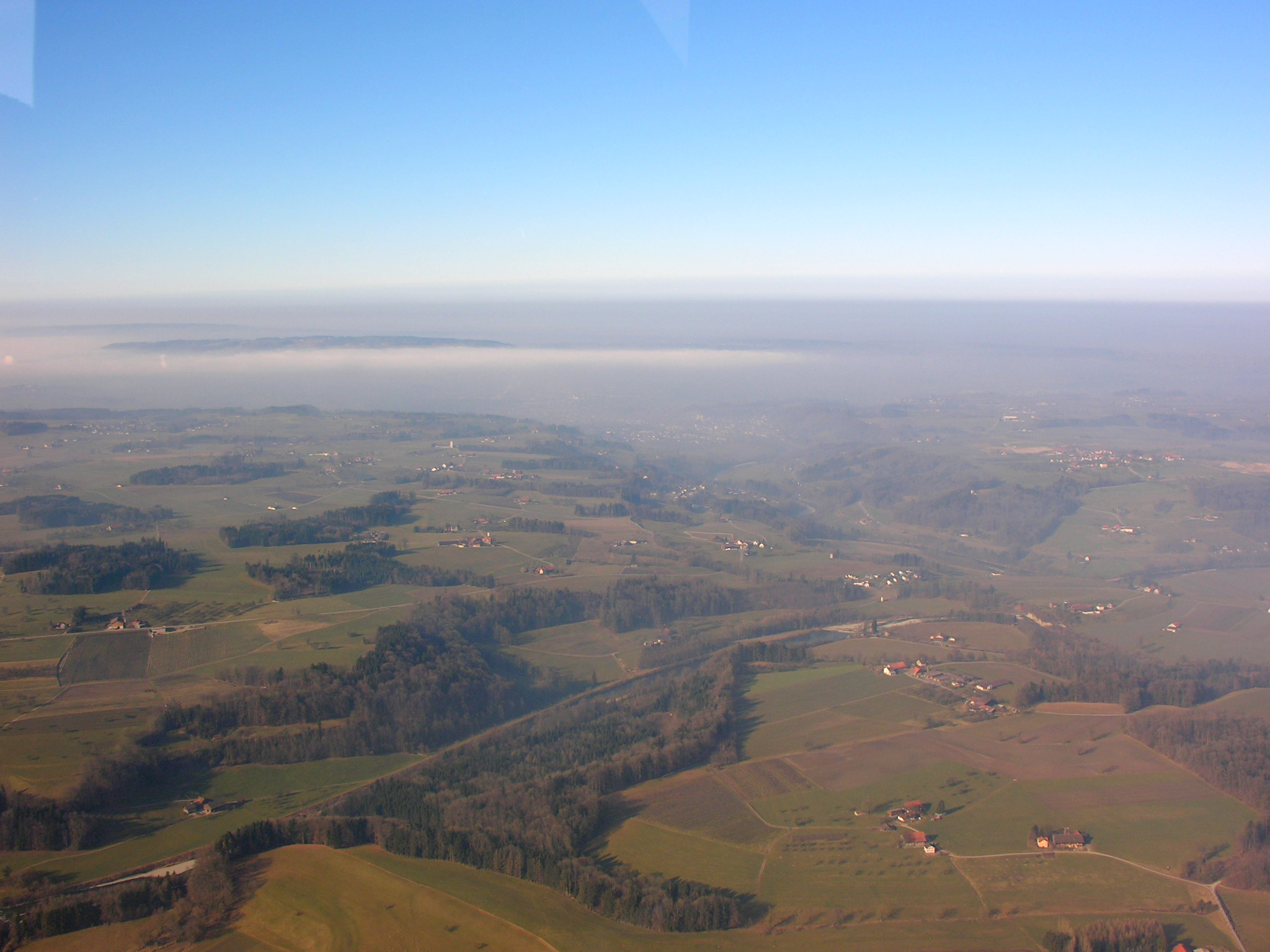
Pohled na oblast Niederbürenu

Obec na soutoku řek Glatt a Thur a skládá se z vesnic (místních částí) Oberbüren, Niederwil a Sonnental. Protíná ji dálnice A1 Ženeva – St. Margrethen a je dostupná sjezdem Uzwil-Oberbüren; Oberbürenem prochází hlavní silnice č. 7.
Nejvyšším bodem obce je vrch Schentis u Sidenbergu ve vesnici Niederwil (660 m n. m.). Nejnižší bod je 484 m n. m. na Thuru na hranici s obcí Niederbüren.
Oberbüren je obklopen sedmi sousedními obcemi, kterými jsou Zuzwil, Niederhelfenschwil, Niederbüren, Gossau, Flawil, Oberuzwil a Uzwil.

## Historie

Letecký pohled (1958)

Severovýchodně od ústí řeky Glatt, na strmém svahu na řece Thur, stojí benediktinské opatství St. Gallenberg, lidově nazývané klášter Glattburg. Byly zde nalezeny stopy po raně keltském osídlení z doby bronzové (cca 1000 let př. n. l.). Nálezy mincí v Sonnentalu a Glattburgu a poklad v Hörbimoosu u Ufhofenu dokládají dobu římskou. V listinách z kláštera v St. Gallenu se Gebertschwil poprvé uvádí v roce 745 jako chiperativilare, Glattburg v roce 788 jako clataburuhc a Oberbüren v roce 817 jako purias.
První písemná zmínka o Oberbürenu pochází z roku 817, v roce 905 je v Oberbürenu zmiňován kostel. Ve středověku se zde nacházely hrady Glatt na řekách Glatt a Thur a také hrad v Oberbürenu. Území farnosti Oberbüren patřilo ve středověku Schenkům z Glattburgu a z Landeggu, od roku 1473 přešlo na Schenky z Castelu a v roce 1481 se mu dostalo vrchnostenského otevření. V roce 1649 získalo Glattburg s Billwilem na severu opatství St. Gallen a v roce 1736 jurisdikci Oberbürenu jižně od Thuru a přidělilo jej do své poddanské správy. Od roku 1781 je Glattburg sídlem kláštera St. Gallenberg. Současná obec vznikla při založení kantonu St. Gallen v roce 1803 z Oberbürenu a Niederwilu a obce Durstudlen, přejmenované v roce 1880 na Sonnental, která patřila k farnosti Henau. V Oberbürenu byla po roce 1711 zřízena škola. V roce 1997 založily školské obce Oberbüren, Niederwil a Niederbüren společné středisko vyššího stupně.
V letech 1776/77 nechal kníže-opat ze St. Gallenu Beda Angehrn vybudovat hlavní silnici St.Gallen – Wil s mostem Thurbrücke a hostincem Thurhof. Až do 19. století převládalo zemědělství založené na orné půdě, v oblasti rozptýleného osídlení blokové a v Oberbürenu a Durstudlenu trojpolní. Obyvatelé těchto vesnic měli užívací práva na obecní pozemky v Thurauen a v lese Bürerwald. To dalo v 19. století vzniknout obecním a občanským korporacím. Od roku 1850 došlo k přechodu na mléčné hospodářství. Rozdělení zemědělských podniků vedlo ke vzniku osad z jednotlivých hospodářství.

## Obyvatelstvo

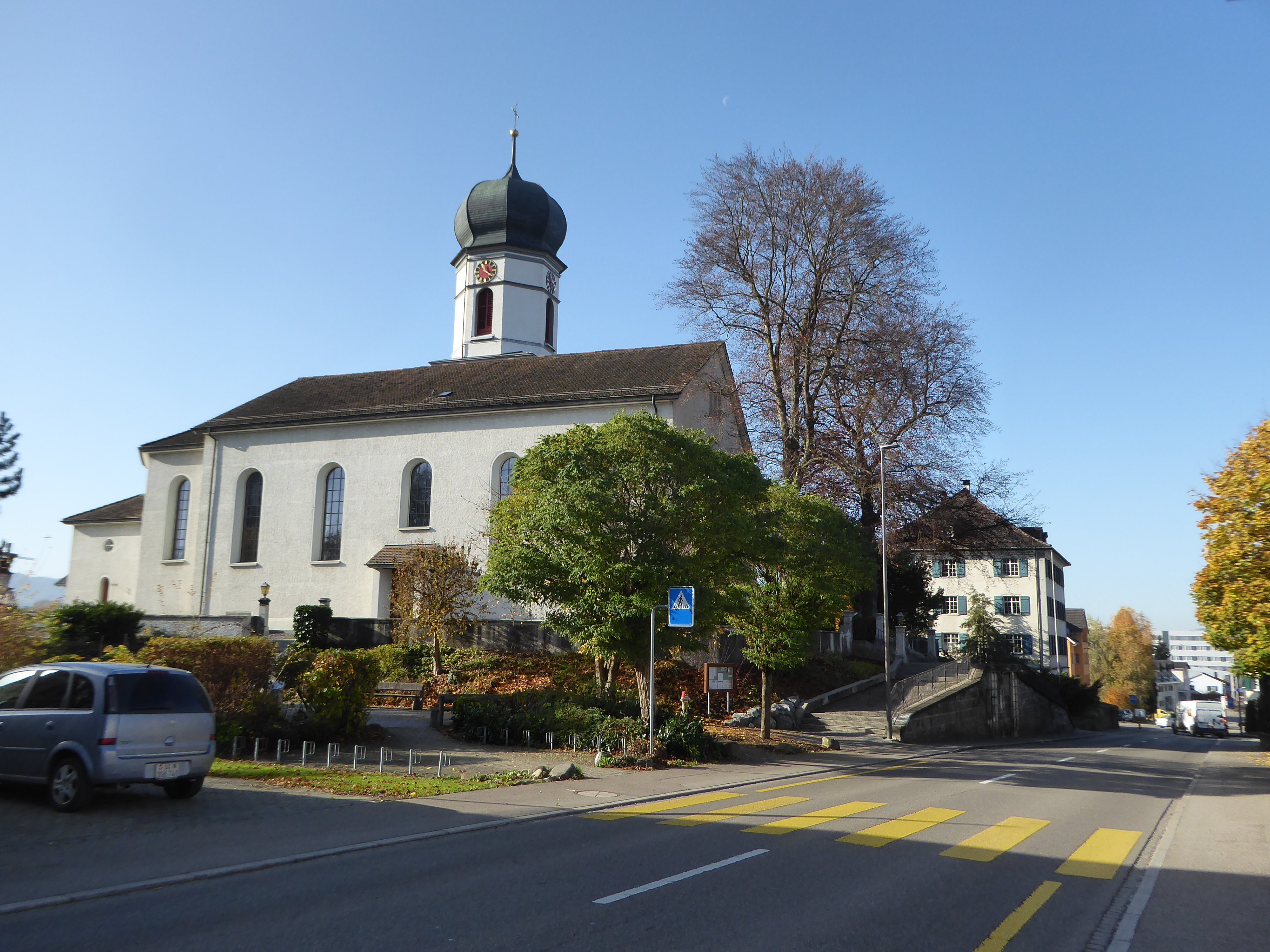
Kostel

| Rok            | 1850 | 1900 | 1950 | 2000 | 2010 | 2018 |
| Počet obyvatel | 1597 | 1753 | 1977 | 3946 | 4131 | 4448 |

## Hospodářství
V roce 1843 byly v obci založeny první lázně se studenou vodou ve východním Švýcarsku, Bad Buchental, které v roce 1912 vyhořely. Další požáry zničily hrad Oberbüren v roce 1732, 31 budov v obci Oberbüren v roce 1849 a most Thurbrücke v roce 1885. Od roku 1870 nahradilo domácí tkalcovství vyšívání. Průmysl v Uzwilu se stal významným zaměstnavatelem místních obyvatel. V letech 1945–1946 byla odvodněna vřesoviště v Niederwilu a v letech 1961–1982 byla provedena celková meliorace. Otevření dálnice A1 v roce 1969 vedlo k růstu osídlení. Oberbüren je sídlem celostátně působící společnosti Dipl. Ing. Fust AG, která byla založena v roce 1966 a od roku 2007 je součástí společnosti Coop. Mnoho obyvatel Oberbürenu pracovalo v roce 2000 především v St. Gallenu, Uzwilu nebo Gossau.